# 大足微鰕虎
大足微鰕虎（学名：Trimmatom macropodus），又名大足微鰕虎魚，为辐鳍鱼纲虾虎鱼目鰕虎科微鰕虎魚屬下的一个种，该物种分布于西太平洋海域，栖息深度为0米至20米，体长可达1.6公分。